# Franz Xaver Süssmayr
Franz Xaver Süssmayr, o Süßmayr, (Schwanenstadt, Oberösterreich, 1766 - Viena, 17 de setembre de 1803) fou un compositor austríac.

## Biografia
Süssmayr fou deixeble d'Antonio Salieri i segons afirmà Constanze Mozart 1790/91 també fou deixeble de Wolfgang Amadeus Mozart. Amb Süssmayr va parlar Mozart els seus últims dies sobre el seu Rèquiem, de manera que Süssmayr a partir del que aquest li havia dit i algunes anotacions deixades pel mateix Mozart, fou capaç de completar aquesta composició després de la mort de Mozart. Encara que han estat sovint criticades, les aportacions fetes per Süssmayr (ell va compondre i va instrumentar-ne diverses seccions), actualment formen part de la versió estàndard del Rèquiem.
Des de 1792 Süssmayr va treballar com a director en el Burgtheater, el teatre imperial de Viena, i a partir de 1794 fou mestre de capella adjunt de Joseph Weigls al Kärntnertortheater. És considerat com un dels compositors de Singspiel vienès amb més èxit en el seu temps. Les seves obres principals són les òperes Moses oder Der Auszug aus Aegypten (1792), Der Spiegel von Arkadien (1794), Idris und Zenaide (1795) i Soliman II. (1799).